# Waxenstein (Wettersteingebirge)
Der Waxenstein ist eine Gebirgsgruppe im nordwestlichen Wettersteingebirge.

## Lage
Die Gebirgsgruppe erhebt sich unmittelbar südlich des Urlauberortes Grainau, nahe Garmisch-Partenkirchen.
Der Kleine Waxenstein bildet mit der nach Hammersbach steil abfallenden Nordostwand des Manndls den Abschluss des Waxensteinkammes. Der Große Waxenstein, der höchste Gipfel des Waxensteinkammes, liegt westlich davon. Der markante Felsgipfel dazwischen ist der Zwölferkopf. Die Mittagsscharte (2045 m ü. NHN) ist der auffällige Einschnitt zwischen dem Kleinen Waxenstein und dem Zwölferkopf.
Nordwestlich der Berge liegt der Eibsee (973 m ü. NHN), der größte Gebirgssee der Region. Am Fuße steil abfallender Hänge erstreckt sich in südlicher Richtung das bekannte Höllental.
Unmittelbar am Ende dieses etwa fünf Kilometer langen Tales ragt die Zugspitze, Deutschlands höchster Berg, empor. Dieser bildet die Grenze zum österreichischen Tirol.

## Gipfel
- Großer Waxenstein (2277 m ü. NHN), Erstbesteigung: Hermann von Barth, Martin Ostler am 9. August 1871; fanden dort bereits eine Signalstange vor.[1]
- Kleiner Waxenstein oder Vorderer Waxenstein (2136 m ü. NHN), Erstbesteigung: O. Schuster, J. Ostler 1892
- Hinterer Waxenstein (2257 m ü. NHN)
- Zwölferkopf (2232 m ü. NHN)
- Manndl (1889 m ü. NHN)

Für ungeübte Touristen besteht keine Zugangsmöglichkeit zu den Gipfeln durch Seilbahnen oder Wanderwege.

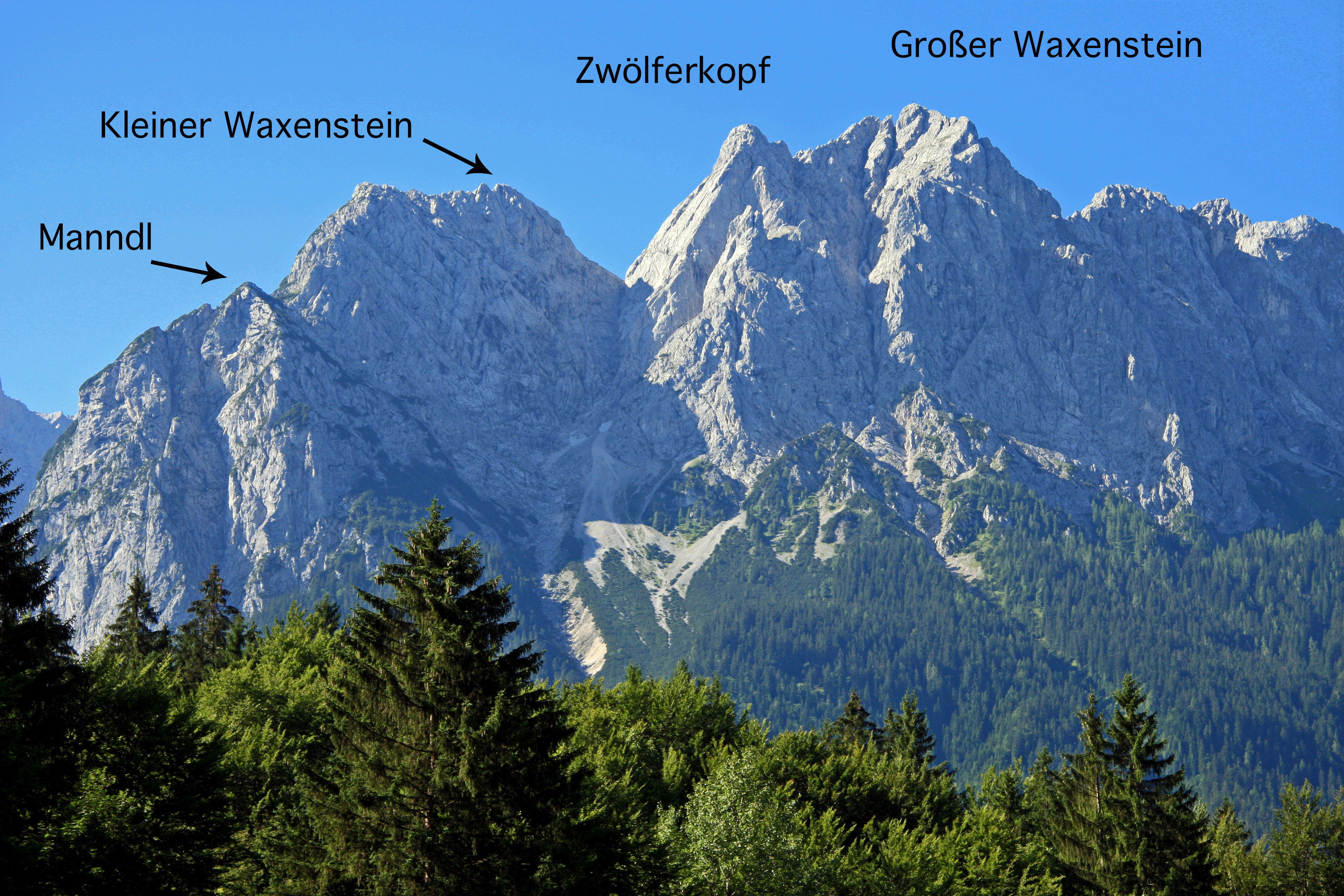
Die Gebirgsgruppe Waxenstein
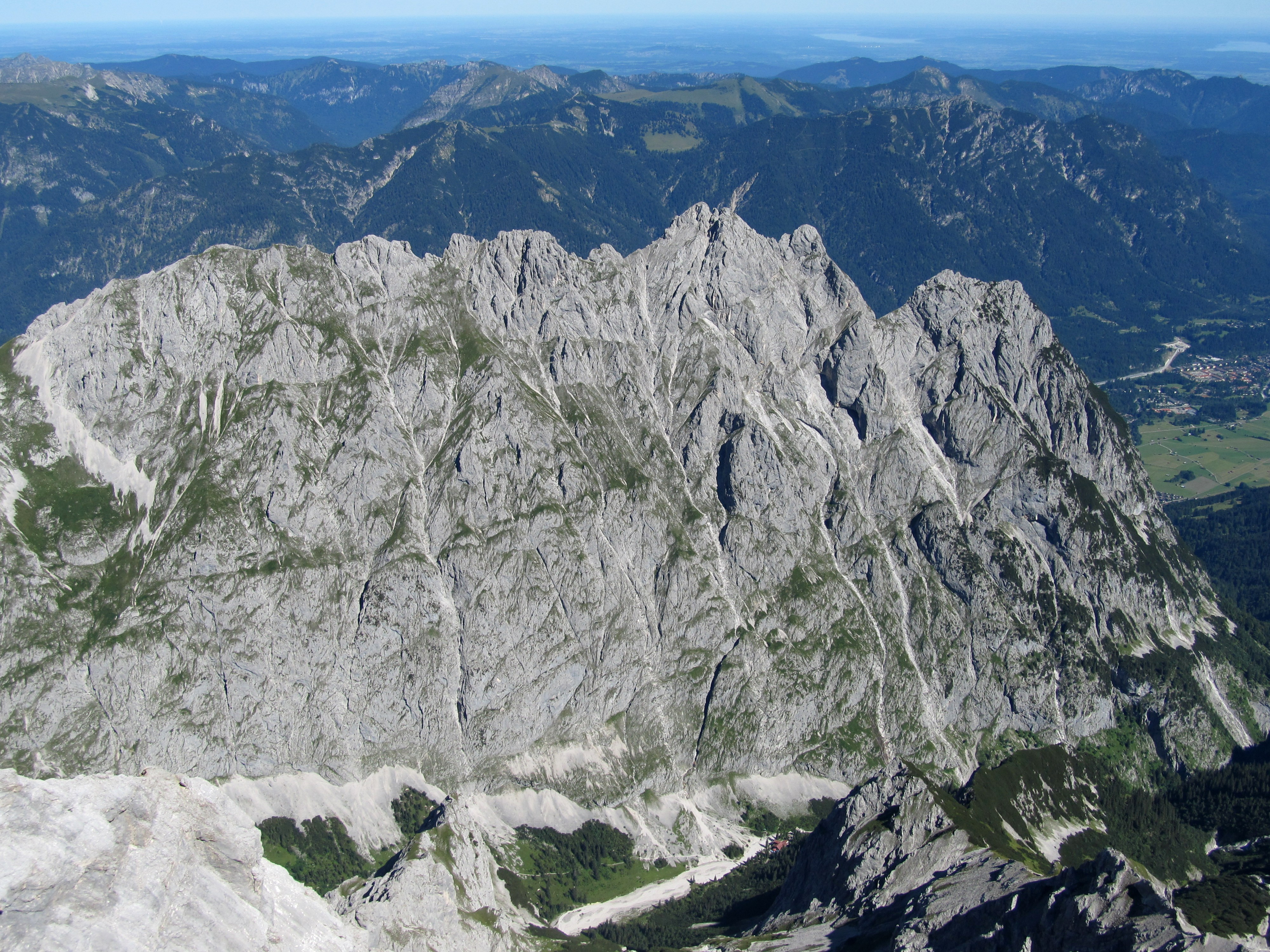
Ansicht vom Jubiläumsgrat, im Vordergrund das Höllental
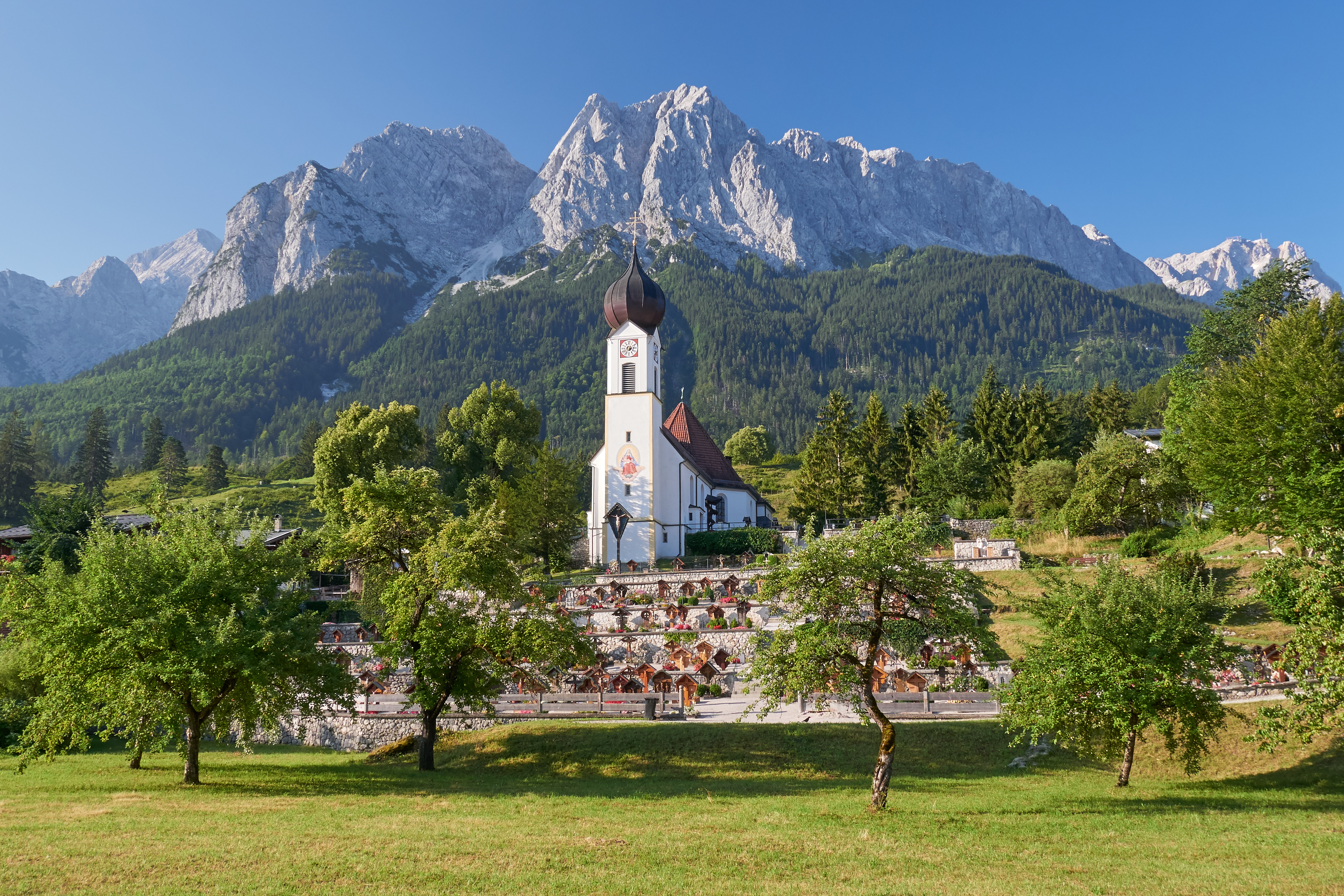
Pfarrkirche St. Johannes der Täufer in Obergrainau mit Waxenstein im Hintergrund
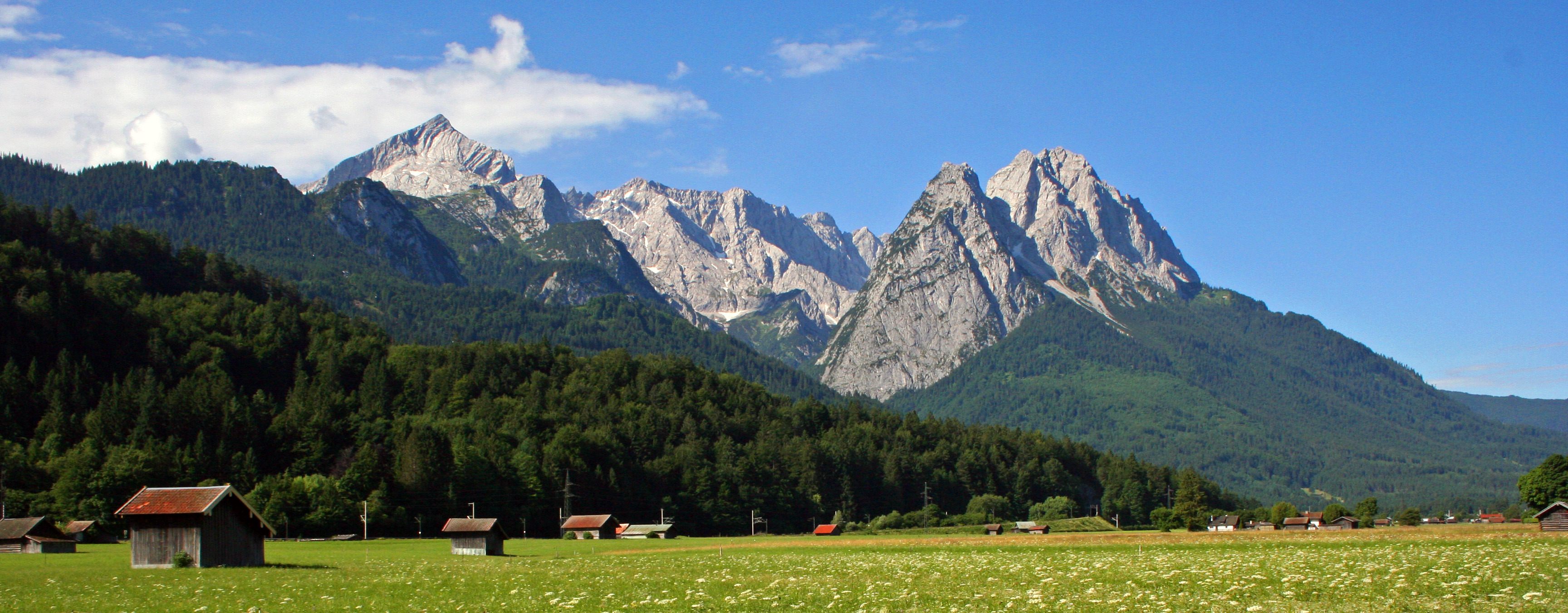
Panoramabild von Garmisch aus (links Alpspitze, rechts Waxenstein)

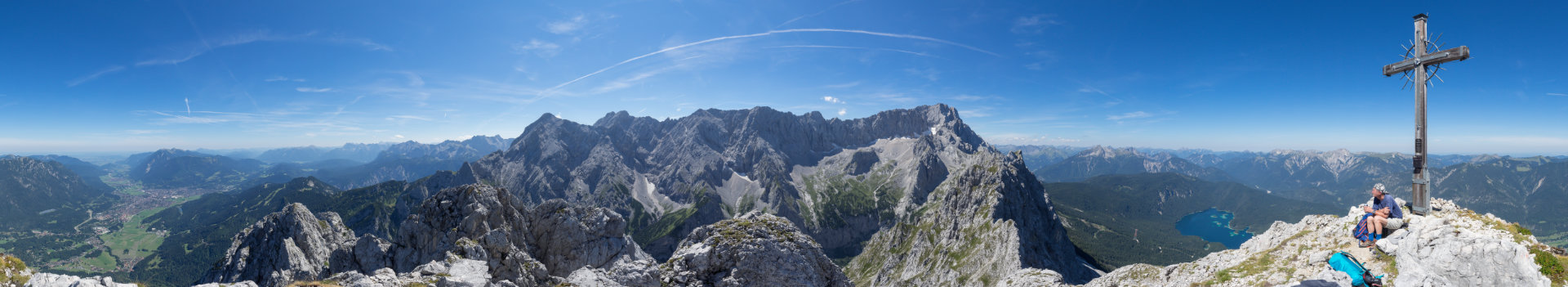
Aussicht vom Gipfel des Großen Waxensteins (2277 m). In der Bildmitte ist der Jubiläumsgrat zwischen Alpspitze (links) und Zugspitze (rechts) zu sehen.